# Джейкоб Кіплімо
Джейкоб Кіплімо (англ. Jacob Kiplimo; нар. 14 листопада 2000) — угандійський легкоатлет, який спеціалізується в бігу на довгі дистанції.

## Спортивна кар'єра
Бронзовий олімпійський призер у бігу на 10000 метрів (2021).
Олімпійський фіналіст (5-е місце) у бігу на 5000 метрів (2021).
Наймолодший в історії Уганди учасник літніх Олімпійських ігор (2016).
Бронзовий призер чемпіонату світу у бігу на 10000 метрів (2022).
Чемпіон світу з напівмарафону та бронзовий призер за підсумками командної першості (2020).
Чемпіон світу з кросу (2023) та срібний призер чемпіонату світу з кросу (2019) в особистому заліку.
Чемпіон світу з кросу (2019) та бронзовий призер чемпіонату світу з кросу (2023) в командному заліку.
Чемпіон світу з кросу серед юніорів (2017).
Срібний (2018) та бронзовий (2016) призер чемпіонатів світу серед юніорів у бігу на 10000 метрів.
Чемпіон Ігор Співдружності у бігу на 5000 та 10000 метрів (2022).
Дворазовий рекордсмен світу з напівмарафону — 57.31 (2021) та 56.42 (2025).
Двічі встановлював вище світове досягнення з шосейного бігу на 15 км — 41.05 (2023) та 40.07 (2025).